# Flawed Design (album)
A Flawed Design a kanadai-amerikai Saint Asonia második stúdióalbuma, amely 2019. október 25-én jelent meg. Ez a zenekar első lemeze négy év után (a Saint Asonia óta). A zenekarban két tagcsere is történt: Corey Lowery basszusgitáros helyére Cale Gontier, valamint Rich Beddoe dobos helyére Sal Giancarelli (Staind) érkezett. A lemezen közreműködik Keith Wallen a Breaking Benjamin-ből (a Beast c. számban), a Godsmack-es Sully Erna a The Hunted kislemezen, valamint a Within Temptation-ös Sharon den Adel énekes a Sirens c. számban. A Starset énekese, Dustin Bates a Ghost szövegírásában segédkezett. A lemez első kislemeze a The Hunted, ami 2019. július 24-én jelent meg.

## Az album dalai
| 1.    | Blind                          | 4:09 |
| 2.    | Sirens (feat. Sharon den Adel) | 3:49 |
| 3.    | This August Day                | 4:00 |
| 4.    | The Hunted (feat. Sully Erna)  | 3:43 |
| 5.    | Ghost                          | 4:32 |
| 6.    | Beast                          | 3:26 |
| 7.    | The Fallen                     | 3:59 |
| 8.    | Another Fight                  | 3:47 |
| 9.    | Flawed Design                  | 3:47 |
| 10.   | Justify                        | 4:07 |
| 11.   | Martyrs                        | 4:12 |
| 43:32 |                                |      |

| Bónusz számok az európai kiadáson | Bónusz számok az európai kiadáson | Bónusz számok az európai kiadáson | Bónusz számok az európai kiadáson | Bónusz számok az európai kiadáson | Bónusz számok az európai kiadáson | Bónusz számok az európai kiadáson | Bónusz számok az európai kiadáson | Bónusz számok az európai kiadáson | Bónusz számok az európai kiadáson |
|                                   | Cím                               | Hossz                             |                                   |                                   |                                   |                                   |                                   |                                   |                                   |
| --------------------------------- | --------------------------------- | --------------------------------- | --------------------------------- | --------------------------------- | --------------------------------- | --------------------------------- | --------------------------------- | --------------------------------- | --------------------------------- |
| 12.                               | Say Goodbye                       | 3:34                              |                                   |                                   |                                   |                                   |                                   |                                   |                                   |
| 13.                               | Weak & Tired                      | 3:30                              |                                   |                                   |                                   |                                   |                                   |                                   |                                   |
| 50:36                             |                                   |                                   |                                   |                                   |                                   |                                   |                                   |                                   |                                   |

## Közreműködők

### Saint Asonia
- Adam Gontier – ének, ritmusgitár
- Mike Mushok – gitár
- Sal Giancarelli – dobok, perkusszió
- Cale Gontier – basszusgitár, háttérvokál

### Egyéb zenészek
- Sharon den Adel – ének a Sirens c. számban
- Sully Erna (Godsmack) – vokál a The Hunted c. számban

### Produkció
- Brian Sperber – producer, hangmérnök, mixelés

## Külső hivatkozások
- A Saint Asonia hivatalos oldala